# Masanobu Matsunami
Masanobu Matsunami (Gifu, 21 november 1974) is een voormalig Japans voetballer.

## Carrière
Masanobu Matsunami speelde tussen 1993 en 2005 voor Gamba Osaka.